# Кульман, Квирин
Квири́н(ус) Ку́льман (нем. Quirinus Kuhlmann, также Culmannus, Kühlmann, Kuhlman; 25 февраля 1651, Бреслау (ныне Вроцлав) — 4 октября 1689, Москва) — немецкий мистик, писатель и поэт. Сборник стихотворений Кульмана «Поцелуи любви» считается одним из шедевров немецкой барочной пиетистской поэзии.

## Начало деятельности
Родом из купеческой семьи. В детстве отличался слабым здоровьем, с трудом говорил, проводил много времени в богатой городской библиотеке. Первые сочинения Кульмана относятся ко времени его учёбы в гимназии. В 1669 году он серьёзно заболел, был на краю смерти; у Кульмана начались видения, в течение пяти лет он считал, что за ним неотступно следуют два ангела.
В 1670 году он публикует сочинение «Ростки немецкой пальмы» (Entsprossenen teutschen Palmen) — экстатическую похвалу Плодоносному обществу, занимавшемуся обновлением немецкого языка и литературы, через год — «Небесные поцелуи любви» (Himmlische Libes-Küssen). За сборник сонетов был удостоен венца поэта-лауреата и высокого покровительства. Изучив в течение трёх лет право в Йене, он переезжает в нидерландский город Лейден, где полностью посвящает себя духовным исканиям, знакомится с учением Бёме и делается его последователем (книга «Новоодухотворёенный [Воскрешённый]  Бёме» (Der Neubegeisterte Böhme, 1674). Также сильное влияние на взгляды Кульмана в этот период оказывают чешские мистики — Ян Амос Коменский, Христофор Коттер, Николай Драбик (Драбиций), Христина Понятовская.

## Мистическое учение
Кульман переиначивает своё имя, называя себя Kühlmonarch («хладный властитель (монарх)»; Бог, по его представлению, охлаждает жар дьявола. Разрабатывает утопические планы по объединению иудаизма, ислама и христианства в единую религию, объявляет себя «Сыном Сына Божьего» и проповедует собственное мистическое учение о скором крушении «Вавилона» и наступлении «иезуэлитского царства», в котором люди будут жить, «как до грехопадения Адама». В 1678 году он отправился из Парижа в Константинополь, желая обратить в свою веру самого турецкого султана; потерпев закономерную неудачу, Кульман вынужден был вернуться обратно. Приехав в Лондон в 1682 году, он женился на англичанке Анне Гулд (вскоре умершей), затем скитался с проповедями по Англии, Нидерландам, Швейцарии, выпустил в свет свой главный поэтический сборник из 150 авторских псалмов -- «Псалтирь Кульмана», или "Охлаждающая [от адского пламени] Псалтирь"  (Kühlpsalter, 1684-86), предпринял путешествие в Иерусалим, но уже через неделю повернул обратно. В 1687 году заключил брак с Эстер Михаэлис, от которой родилась умершая во младенчестве дочь. За свои проповеди неоднократно подвергался арестам в Германии, Нидерландах, Англии.

## Путешествие в Москву и казнь
В том же году от живописца Отто Генина, чей родственник состоял на службе русского государя, Кульман узнал, что в России есть приверженцы идей Якоба Бёме. Составив послание, полное апокалиптических пророчеств и излагающее суть его учения, он попытался доставить его к московскому двору через Генина, а после неудачи сам отправился в путь. 27 апреля 1689 года Кульман добрался до Москвы, где был с восторгом встречен в Немецкой слободе, где действительно жили последователи Бёме и других мистиков, и нашёл себе покровителя — богатого купца Конрада Нордермана.
Опасаясь влияния Кульмана, Иоахим Мейнеке, главный пастор московской немецкой общины, подал жалобу патриарху Иоакиму, обвиняя Кульмана в ереси и неуважении к царской власти. Переводчики Посольского приказа Юрий Гивнер и Иван Тяжкогорский, ознакомившись с изъятыми у Кульмана бумагами, составили т. н. «Мнение переводчиков», приложенное затем к розыскному делу. Кульман и Нордерман подверглись пыткам, не пожелали отказаться от своего учения, и по указу царей-соправителей Петра I и Ивана V были сожжены в срубе на Красной площади вместе с письменными трудами Кульмана.

## В культуре
Казнь Кульмана изображена в романе А. Н. Толстого «Пётр Первый». М. Л. Гаспаров в своих «Записях и выписках» упоминает некую немецкую антологию, «с порога» предупреждающую читателей: «От комментирования стихов Квирина Кульмана мы отказываемся»; самого поэта он сравнивает с растерзанным толпой «за плохие стихи» поэтом Цинной — персонажем шекспировского «Юлия Цезаря».